# Файвуш, Георгий Маркович
Георгий Маркович Файвуш (род. 6 ноября 1954, Ишимбай, Башкирская АССР, РСФСР) — армянский учёный (геоботаника, сравнительная флористика, охрана природы), академик РАЕН (1998). Доктор биологических наук.
Автор более 50 научных работ, соавтор «Красной книги Армении (растения)».
Член международной ассоциации систематиков растений, Организации фитотаксономических исследований Средиземноморской области, Международной организации биосистематиков растений, Международной организации информации о растениях.

## Образование
- 1970. 35-я средняя школа Еревана
- 1976. биологический факультет ЕрГУ по кафедре высших растений
- 1983. Аспирантура. Тема кандидатской: «Флора и растительность Ширака. Армянская ССР»
- 1992. Тема докторской диссертации: «Флора и растительность степей Армении».

## Общественная деятельность
Директор воскресной еврейской школы при Еврейской Общине Армении
Возглавляет Израильский культурный центр (Ереван)
Заместитель Председателя Совета Еврейской общины Армении
Возглавляет Народный университет еврейской культуры Армении, где читает лекции.

## Тривия
В Ишимбае, где родился будущий учёный, работал его отец Марк Файвуш. Его в 
1965-м приглашают на работу главным инженером строительства Армянской ТЭЦ и семья переезжает в Ереван.
В университете Георгий Файвуш играл в КВН.